# Kneževina Vlaška
Kneževina Vlaška (rumunjski: Țara Românească, rumunjska ćirilica: Ца́ра Ромѫнѣ́скъ) kneževina je koja se prostirala na području pokrajine Vlaške. 

## Povijest

### Neovisna Vlaška
Vlaška je prvotno bila vazal Ugarskoga Kraljevstva. Kneževina Vlaška oslobodila se vazalnoga statusa nakon uspješne pobune pod vodstvom Basaraba I. Vojska predvođena Basarabom I. (prije 1324. – 1351./1352.) pobijedila je ugarsku vojsku Karla I. Roberta u bitci kod Posade. Tom pobjedom Basarab I. pripojio je Vlaškoj i dio Transilvanije koji je bio pod kontrolom Ugarskoga Kraljevstva.  Basaraba I. naslijedio je njegov sin Nikola Aleksandar (1344. – 1352., 1352. – 1364.) koji je bio njegov suvladar, a njega Vladislav I. Vlaški (1364. – 1377.). Pod njegovom vladavinom Vlaška je ponovno postala ugarski vazal. Feudalni sustav Vlaške ustanovljen je tijekom vladavine prvih vlaških vladara. Koristeći se borbama oko ugarskoga prijestolja, Mircea Stariji uspijeva povratiti neovisnost Vlaške. Širenje Osmanskoga Carstva ugrozila je Vlašku. Prema nekima izvorima vlaške su postrojbe sudjelovale u Bitci na Kosovu polju 1389. godine. Njegova je vojska pobijedila osmansku vojsku u Bitci na Rovinama 1395. godine. Njegova je vojska s drugima kršćanskima vojskama poražena u Bitci kod Nikopolja 1396. godine. Godine 1415. pristao je na obvezu plaćanja godišnjega danka Osmanskome Carstvu.

### Vlaška pod Osmanskim Carstvom

#### Vlaška pod domaćima knezovima
Vlaška je time sačuvala svoj teritorij, vjeru i integritet. Osmanska je vlast bila stabilna sve do Berlinskoga kongresa 1878. godine, osim tijekom vladavine Vlada III., poznatoga kao Drakula (1448., 1456. – 1462., 1476. – 1477.) i pod vladavinom Mihaela Hrabroga (1593. – 1601.). Godine 1593. Mihael Hrabri položio je vazalsku prisegu transilvanskome vojvodi Zsigmondu Báthoryju, uz pomoć kojega je uspio osigurati vlašku neovisnost. Godine 1598. Vlaška postaje vazal Rudolfa II., svetorimskoga cara, ugarskoga i češkoga kralja. Mihael Hrabri 1599. godine porazio je transilvanskoga vojvodu Andreasa Báthoryja i zauzeo Transilvaniju, a 1600. godine i Moldaviju. Proglasivši se transilvanijskime vojvodom, sukobio se s Rudolfom II., koji ga je protjerao iz Transilvanije i Moldavije. Iako se 1601. godine pomirio s carem, ubio ga je carski general Giorgio Basta. Nakon njegove smrti Vlaška ponovno postaje osmanski vazal. 

#### Vlaška pod fanariotima, Rusko-turski ratovi i put prema neovisnosti
Pritisak osmanske vlasti bio je najsnažniji tijekom fanariotskoga režima (1716. – 1821.), kada su Vlaškom prestali vladati domaći knezovi koje je potvrđivao ili postavljao osmanski sultan, već su Vlaškom vladali bogati Grci iz carigradske četvrti Fanara. Na kneževsko prijestolje 1715. godine došao je fanariot Nikolaos Mavrokordatos (1715. – 1716., 1719. – 1730.).
Ratovi Ruskoga Carstva i Osmanskoga Carstva tijekom 18. stoljeća bitno su utjecali na povijest Vlaške. Ruska vojska 1769. godine ulaze u Vlašku tijekom Ruskoga-turskoga rata koji je trajao od 1768. do 1774. godine. Kučuk-Kajnardžijskim mirom iz 1774. godine Rusko Carstvo dobiva pokroviteljstvo nad Vlaškom, a Osmansko Carstvo obavezuje se na znatne ustupke kao što su smanjenje davanja, autonomna prava i sl. Međutim, ubrzo po završetku rata, situacija se vratila na staro. Pod utjecajem Grčkoga rata za nezavisnost (1821. – 1829.) u Vlaškoj je 1821. godine, uz pomoć organizacije Filiki Eterije, izbio ustanak pod vodstvom Tudora Vladimirescua. Ustanak je ugušen iste godine.
Nakon Rusko-turskoga rata (1828. – 1829.), uslijedila je ruska vojna okupacija koja je trajala od 1828. do 1834. godine. Tadašnji gubernator Vlaške i Moldavije, general Pavel Dmitrijevič Kiseljov uveo je važne reforme. Uz okupaciju, mirom u Drinopolju 1829. godine Vlaškoj i Moldaviji određene su prve zajedničke institucije te svojevrsni ustav zvan Regulamentele Organice.
Revolucionarna zbivanja 1848. godine zahvatila su i Vlašku. Međutim, intervencija osmanske vojske dovela je do brzoga gušenja ustanka. Tijekom te revolucije revolucionarna vlada pokušala je uvesti reforme. Položaj Vlaške prema Visokoj Porti nije se suštinski izmijenio sve do Pariškoga mira iz 1856. godine kojime je okončan Krimski rat. Vlaška i Moldavija Pariškim su mirom stavljena pod pokroviteljstvmo Austrijskoga Carstva, Drugoga Francuskoga Carstva, Kraljevine Sardinije, Kraljevine Pruske, Ruskoga Carstva i Britanskoga Carstva, ostajući i dalje u vazalnome odnosu prema Osmanskome Carstvu. Dvije godine kasnije na konferenciji ovih država održanoj u Parizu donesena je odluka o priznanju neovisnosti Vlaške i Moldavije te stvaranja uvjeta za njihovo ujedinjenje. Iduće godine u Vlaškoj i Moldaviji za zajedničkoga vladara izabran je Alexandru Ioan Cuza. Na konferenciji u Parizu iz 1861. godine države pokroviteljice i Osmansko Carstvo ratificirali su izbor Cuze za zajedničkoga vladara. Time je i formalno priznato ujedinjenje Vlaške i Moldavije u jednu državu. Naredne godine stvorena su i jedinstvena vrhovna politička i upravna tijela čime je ujedinjenje završeno.